# Brioche au miel
 (août 2021).
Une brioche au miel est une pâtisserie frite à base de levure à base de miel contenant un tourbillon de cannelle dans la pâte et qui est glacée. Contrairement à la plupart des petits pains sucrés, qui sont généralement le produit des boulangeries, les brioches au miel sont un produit courant des dépanneurs et des distributeurs automatiques. Normalement vendus emballés individuellement, seuls ou en boîtes, ils constituent un petit déjeuner populaire à emporter qui peut être consommé froid ou chaud.

## Culture
La brioche au miel est devenue un aliment emblématique aux États-Unis. Une version de ce casse-croûte est également glacée, connue sous le nom de brioche au miel glacé.
Les brioches au miel sont également utilisées comme monnaie d'échange dans les prisons américaines, où elles sont vendues dans les économats des prisons. Dans l'État de Floride, 270 000 brioches au miel ont été vendues par mois en 2010. Dans un cas très médiatisé, des gardiens de Miami ont utilisé des brioches au miel pour payer le passage à tabac d'un adolescent dans un centre de détention pour jeunes, ce qui a entraîné sa mort. À propos de cette affaire, un avocat commis d'office aurait déclaré : « Ici, un petit pain au miel, c'est comme un million de dollars ».

## Histoire
Selon la légende, Howard Griffin de Griffin Pie Co. à Greensboro, en Caroline du Nord, a développé la première brioche au miel en 1954. Flowers Foods l'a racheté Griffin Pie Co. en 1983. Bien que la boulangerie de Greensboro soit aujourd'hui fermée, les brioches au miel restent un best-seller pour Flowers.